# HMS Crown (1782)
HMS Crown (1782) — 64-пушечный линейный корабль 3 ранга Королевского флота.

## Постройка
Заказан 14 октября 1778 года. Спущен на воду 15 мая 1782 года на частной верфи Perry в Блэкуолл, Лондон. Третий корабль Его величества, названный в честь британской короны. Головной корабль одноименного типа. Последний из британских типов 64-пушечного корабля. После него проектировались только 74-пушечные и выше.
Отличался несколько большей длиной и дополнительной парой пушечных портов на опер-деке, под погонные пушки. Неизвестно, были в них постоянные пушки или нет. Во всяком случае, эти порты располагались слишком близко к загону для скота, так что их использование было явно стеснено.

## Служба

### Американская война за независимость и после
Вступил в строй в марте 1782 года, капитан Самуэль Рив (англ. Samuel Reeve), Спитхед.
1782 — июль, входил в крейсерскую эскадру в Бискае; 11 сентября с флотом адмирала Хау вышел для крейсерства к Лиссабону; участвовал в снятии осады с Гибралтара; 20 октября был при мысе Спартель.
1784 — апрель, выведен в резерв и рассчитан; в том же месяце снова введен в строй, по-прежнему капитан Рив; брандвахта в Плимуте.
1786 — выведен в резерв; с мая замена болтов обшивки в Плимуте, по июнь 1787 года; введен в строй в сентябре 1786, капитан Чарльз Пол, по-прежнему в качестве брандвахты.
1788 — октябрь, выведен в резерв; по ноябрь малый ремонт и оснащение для заморской службы в Чатеме; повторно введен в строй, капитан Джеймс Корнуоллис (англ. James Cornwallis), под брейд-вымпелом капитана Уильяма Корнуоллиса.
1789 — 11 февраля ушел в Ост-Индию.
1790 — ноябрь, капитан Морис Дельгарно (англ. Maurice Delgarno).

### Французские революционные и Наполеоновские войны
1792 — февраль, капитан Лоренс Холстед (англ. Lawrence Halsted); июнь, выведен в резерв.
1798 — май, превращен в плавучую тюрьму в Портсмуте; июнь, введен в строй, лейтенант Джон Бейкер (англ. John Baker).
1801 — сентябрь, лейтенант Бенджамин Ли (англ. Benjamin Leigh).
1802 — апрель, превращен в плавучий пороховой склад в Портсмуте.
1806 — июнь, снова плавучая тюрьма; вошел в строй, лейтенант Джон Смит (англ. John Smith, умер в декабре).
1807 — лейтенант Джеймс Роз (англ. James Rose), командовал до 1811 года.
1812 — лейтенант Уильям Уикэм (англ. William Wickam), командовал до 1814 года.
1815 — в отстой.
Разобран в Портсмуте в марте 1816 года.